# Agnès Matoko
Pour les articles homonymes, voir Matoko.
Agnès Matoko est un mannequin roumain d'origine congolaise par son père. Elle est la nièce du général congolais Bouissa Matoko. Son père est trésorier officiel de la République du Congo. Agnès Matoko est diplômé de l'Académie des études économiques de Bucarest.
Matoko a joué dans certains clips vidéo d'Arsenie, Morandi, Pepe (ro) ou Keo (ro).